# Bellinzago Lombardo
Bellinzago Lombardo – miejscowość i gmina we Włoszech, w regionie Lombardia, w prowincji Mediolan.
Według danych na rok 2004 gminę zamieszkiwało 3537 osób, 884,2 os./km².